# Арчешти (Олт)
Арчешти (рум. Arcești) насеље је у Румунији у округу Олт у општини Плешоју. Oпштина се налази на надморској висини од 129 m.

## Становништво
Према подацима из 2002. године у насељу је живело 473 становника, од којих су сви румунске националности.